# 網紋管吻鯰
網紋管吻鯰，為輻鰭魚綱鯰形目甲鯰科的其中一種，為熱帶淡水魚，分布於南美洲埃塞奎博河、Marowijne與 Oyapock河流域，體長可達15.3公分，棲息在底層水域，生活習性不明，可做為觀賞魚。

## 扩展阅读
維基物種上的相關：網紋管吻鯰